# Az Outlander – Az idegen epizódjainak listája
Ez a cikk az Outlander – Az idegen című sorozat epizódjait tartalmazza.

## Évados áttekintés
| Évad | Évad | Epizódok | Eredeti sugárzás     | Eredeti sugárzás   | Eredeti adó        | Magyar sugárzás    | Magyar sugárzás  | Magyar adó |
| Évad | Évad | Epizódok | Évadpremier          | Évadfinálé         | Eredeti adó        | Évadpremier        | Évadfinálé       | Magyar adó |
| ---- | ---- | -------- | -------------------- | ------------------ | ------------------ | ------------------ | ---------------- | ---------- |
|      | 1    | 16       | 2014. augusztus 9.   | 2015. május 30.    |                    | 2014. november 14. | 2015. július 15. |            |
|      | 2    | 13       | 2016. április 9.     | 2016. július 9.    | 2016. december 22. | 2017. január 16.   |                  |            |
|      | 3    | 13       | 2017. szeptember 10. | 2017. december 10. | 2022. április 12.  | 2022. április 28.  |                  |            |
|      | 4    | 13       | 2018. november 4.    | 2019. január 27.   | 2022. április 29.  | 2022. május 17.    |                  |            |
|      | 5    | 12       | 2020. február 16.    | 2020. május 10.    | 2022. május 18.    | 2022. június 2.    |                  |            |
|      | 6    | 8        | 2022. március 6.     | 2022. május 1.     | n/a                | n/a                | n/a              |            |
|      | 7    | 16       | 2023. június 16.     | 2025. január 17.   | n/a                | n/a                | n/a              |            |

## 1. évad (2014-2015)
| Sor. | Év. | Cím                                                   | Rendező       | Író                                | Premier                                 | Nézettség   |
| ---- | --- | ----------------------------------------------------- | ------------- | ---------------------------------- | --------------------------------------- | ----------- |
| 1.   | 1.  | Sassenach (Sassenach)                                 | John Dahl     | Ronald D. Moore                    | 2014. augusztus 9. 2014. november 14.   | 0,72 millió |
| 2.   | 2.  | A Leoch-kastély (Castle Leoch)                        | John Dahl     | Ronald D. Moore                    | 2014. augusztus 16. 2014. november 14.  | 0,90 millió |
| 3.   | 3.  | Menekülés (The Way Out)                               | Brian Kelly   | Anne Kenney                        | 2014. augusztus 23. 2014. november 21.  | 1,00 millió |
| 4.   | 4.  | A gyűlés (The Gathering)                              | Brian Kelly   | Matthew B. Roberts                 | 2014. augusztus 30. 2014. november 21.  | 0,84 millió |
| 5.   | 5.  | Díjszedők (Rent)                                      | Brian Kelly   | Toni Graphia                       | 2014. szeptember 6. 2014. november 28.  | 0,95 millió |
| 6.   | 6.  | A helyőrség parancsnoka (The Garrison Commander)      | Brian Kelly   | Ira Steven Behr                    | 2014. szeptember 13. 2014. november 28. | 1,10 millió |
| 7.   | 7.  | Az esküvő (The Wedding)                               | Anna Foerster | Anne Kenney                        | 2014. szeptember 20. 2014. december 5.  | 1,23 millió |
| 8.   | 8.  | Mindkét oldalon (Both Sides Now)                      | Anna Foerster | Ronald D. Moore                    | 2014. szeptember 27. 2014. december 5.  | 1,42 millió |
| 9.   | 9.  | Számvetés (The Reckoning)                             | Richard Clark | Matthew B. Roberts                 | 2015. április 4. 2015. május 27.        | 1,22 millió |
| 10.  | 10. | Bal hüvelykem bizsereg (By the Pricking of My Thumbs) | Richard Clark | Ira Steven Behr                    | 2015. április 11. 2015. június 3.       | 0,86 millió |
| 11.  | 11. | Az ördög jele (The Devil's Mark)                      | Mike Barker   | Toni Graphia                       | 2015. április 18. 2015. június 10.      | 1,09 millió |
| 12.  | 12. | Lallybroch (Lallybroch)                               | Mike Barker   | Anne Kenney                        | 2015. április 25. 2015. június 17.      | 1,11 millió |
| 13.  | 13. | Az őrség (The Watch)                                  | Metin Hüseyin | Toni Graphia                       | 2015. május 2. 2015. június 24.         | 1,05 millió |
| 14.  | 14. | A keresés (The Search)                                | Metin Hüseyin | Matthew B. Roberts                 | 2015. május 9. 2015. július 1.          | 1,08 millió |
| 15.  | 15. | A Wentworth-börtön (Wentworth Prison)                 | Anna Foerster | Ira Steven Behr                    | 2015. május 16. 2015. július 8.         | 1,01 millió |
| 16.  | 16. | Váltságdíj egy lélekért (A Ransom to a Man's Soul)    | Anna Foerster | Ira Steven Behr és Ronald D. Moore | 2015. május 30. 2015. július 15.        | 0,98 millió |

## 2. évad (2016)
| Sor. | Év. | Cím                                                                     | Rendező           | Író                                | Premier                              | Nézettség   |
| ---- | --- | ----------------------------------------------------------------------- | ----------------- | ---------------------------------- | ------------------------------------ | ----------- |
| 17.  | 1.  | Tükör által, homályosan (Through a Glass, Darkly)                       | Metin Hüseyin     | Ronald D. Moore                    | 2016. április 9. 2016. december 22.  | 1,46 millió |
| 18.  | 2.  | Ez már nem Skócia (Not in Scotland Anymore)                             | Metin Hüseyin     | Ira Steven Behr                    | 2016. április 16. 2016. december 23. | 1,24 millió |
| 19.  | 3.  | Hasznos elfoglaltságok és fortélyok (Useful Occupations and Deceptions) | Metin Hüseyin     | Anne Kenney                        | 2016. április 23. 2017. január 2.    | 1,21 millió |
| 20.  | 4.  | La Dame Blanche (La Dame Blanche)                                       | Douglas Mackinnon | Toni Graphia                       | 2016. április 30. 2017. január 3.    | 1,17 millió |
| 21.  | 5.  | Korai feltámadás (Untimely Resurrection)                                | Douglas Mackinnon | Richard Kahan                      | 2016. május 7. 2017. január 4.       | 1,13 millió |
| 22.  | 6.  | A legjobb tervek (Best Laid Schemes...)                                 | Metin Hüseyin     | Matthew B. Roberts                 | 2016. május 14. 2017. január 5.      | 1,03 millió |
| 23.  | 7.  | Hit (Faith)                                                             | Metin Hüseyin     | Toni Graphia                       | 2016. május 21. 2017. január 6.      | 1,10 millió |
| 24.  | 8.  | A rókalyukban (The Fox's Lair)                                          | Mike Barker       | Anne Kenney                        | 2016. május 28. 2017. január 9.      | 1,06 millió |
| 25.  | 9.  | Készen állok (Je Suis Prest)                                            | Philip John       | Matthew B. Roberts                 | 2016. június 4. 2017. január 10.     | 0,94 millió |
| 26.  | 10. | Prestonpans (Prestonpans)                                               | Philip John       | Ira Steven Behr                    | 2016. június 11. 2017. január 11.    | 0,82 millió |
| 27.  | 11. | Enyém a bosszúállás (Vengeance is Mine)                                 | Mike Barker       | Diana Gabaldon                     | 2016. június 18. 2017. január 12.    | 0,86 millió |
| 28.  | 12. | Ember tervez, Isten végez (The Hail Mary)                               | Philip John       | Ira Steven Behr és Anne Kenney     | 2016. június 25. 2017. január 13.    | 1,05 millió |
| 29.  | 13. | Szitakötő a borostyánban (Dragonfly in Amber)                           | Philip John       | Toni Graphia és Matthew B. Roberts | 2016. július 9. 2017. január 16.     | 1,15 millió |

## 3. évad (2017)
| Sor. | Év. | Cím                                        | Rendező              | Író                                | Premier                                | Nézettség   |
| ---- | --- | ------------------------------------------ | -------------------- | ---------------------------------- | -------------------------------------- | ----------- |
| 30.  | 1.  | A harc eldől (The Battle Joined)           | Brendan Maher        | Ronald D. Moore                    | 2017. szeptember 10. 2022. április 12. | 1,49 millió |
| 31.  | 2.  | Megadom magam (Surrender)                  | Jennifer Getzinger   | Anne Kenney                        | 2017. szeptember 17. 2022. április 13. | 1,40 millió |
| 32.  | 3.  | Minden tartozás kifizetve (All Debts Paid) | Brendan Maher        | Matthew B. Roberts                 | 2017. szeptember 24. 2022. április 14. | 1,55 millió |
| 33.  | 4.  | Elveszett dolgok (Of Lost Things)          | Brendan Maher        | Toni Graphia                       | 2017. október 1. 2022. április 15.     | 1,59 millió |
| 34.  | 5.  | Szabadság és whisky (Freedom & Whisky)     | Brendan Maher        | Toni Graphia                       | 2017. október 8. 2022. április 18.     | 1,60 millió |
| 35.  | 6.  | A. Malcolm (A. Malcolm)                    | Norma Bailey         | Matthew B. Roberts                 | 2017. október 22. 2022. április 19.    | 1,72 millió |
| 36.  | 7.  | Créme de Menthe (Créme de Menthe)          | Norma Bailey         | Karen Campbell                     | 2017. október 29. 2022. április 20.    | 1,52 millió |
| 37.  | 8.  | Az első feleség (First Wife)               | Jennifer Getzinger   | Joy Blake                          | 2017. november 5. 2022. április 21.    | 1,64 millió |
| 38.  | 9.  | Szélcsend (The Doldrums)                   | David Moore          | Shannon Goss                       | 2017. november 12. 2022. április 22.   | 1,49 millió |
| 39.  | 10. | Menny és Föld (Heaven and Earth)           | David Moore          | Luke Schelhaas                     | 2017. november 19. 2022. április 25.   | 1,23 millió |
| 40.  | 11. | Az ismeretlen (Uncharted)                  | Charlotte Brandström | Karen Campbell és Shannon Goss     | 2017. november 26. 2022. április 26.   | 1,40 millió |
| 41.  | 12. | Bakra (The Bakra)                          | Charlotte Brandström | Luke Schelhaas                     | 2017. december 3. 2022. április 27.    | 1,51 millió |
| 42.  | 13. | Viharszem (Eye of the Storm)               | Matthew B. Roberts   | Matthew B. Roberts és Toni Graphia | 2017. december 10. 2022. április 28.   | 1,43 millió |

## 4. évad (2018-2019)
| Sor. | Év. | Cím                                          | Rendező            | Író                                | Premier                             | Nézettség   |
| ---- | --- | -------------------------------------------- | ------------------ | ---------------------------------- | ----------------------------------- | ----------- |
| 43.  | 1.  | Amerika, te gyönyörű (America the Beautiful) | Julian Holmes      | Matthew B. Roberts és Toni Graphia | 2018. november 4. 2022. április 29. | 1,08 millió |
| 44.  | 2.  | Ne árts! (Do No Harm)                        | Julian Holmes      | Karen Campbell                     | 2018. november 11. 2022. május 2.   | 0,87 millió |
| 45.  | 3.  | A hamis menyasszony (The False Bride)        | Ben Bolt           | Jennifer Yale                      | 2018. november 18. 2022. május 3.   | 0,86 millió |
| 46.  | 4.  | Közös érdek (Common Ground)                  | Ben Bolt           | Joy Blake                          | 2018. november 25. 2022. május 4.   | 0,96 millió |
| 47.  | 5.  | Bennszülöttek (Savages)                      | Denise Di Novi     | Bronwyn Garrity                    | 2018. december 2. 2022. május 5.    | 0,96 millió |
| 48.  | 6.  | Vér a véremből (Blood of My Blood)           | Denise Di Novi     | Shaina Fewell                      | 2018. december 9. 2022. május 6.    | 1,04 millió |
| 49.  | 7.  | Vissza az időben (Down the Rabbit Hole)      | Jennifer Getzinger | Shannon Goss                       | 2018. december 16. 2022. május 9.   | 1,12 millió |
| 50.  | 8.  | Wilmington (Wilmington)                      | Jennifer Getzinger | Luke Schelhaas                     | 2018. december 23. 2022. május 10.  | 0,91 millió |
| 51.  | 9.  | A madarak és a méhek (The Birds & The Bees)  | David Moore        | Matthew B. Roberts és Toni Graphia | 2018. december 30. 2022. május 11.  | 1,01 millió |
| 52.  | 10. | A szívem mélyén (The Deep Heart's Core)      | David Moore        | Luke Schelhaas                     | 2019. január 6. 2022. május 12.     | 1,16 millió |
| 53.  | 11. | A remény hal meg utoljára (If Not For Hope)  | Mairzee Almas      | Shaina Fewell és Bronwyn Garrity   | 2019. január 13. 2022. május 13.    | 1,27 millió |
| 54.  | 12. | Gondviselés (Providence)                     | Mairzee Almas      | Karen Campbell                     | 2019. január 20. 2022. május 16.    | 1,27 millió |
| 55.  | 13. | Valamirevaló ember (Man of Worth)            | Stephen Woolfenden | Toni Graphia                       | 2019. január 27. 2022. május 17.    | 1,45 millió |

## 5. évad (2020)
| Sor. | Év. | Cím                                                          | Rendező            | Író                                | Premier                           | Nézettség   |
| ---- | --- | ------------------------------------------------------------ | ------------------ | ---------------------------------- | --------------------------------- | ----------- |
| 56.  | 1.  | A lángoló kereszt (The Fiery Cross)                          | Stephen Woolfenden | Matthew B. Roberts                 | 2020. február 16. 2022. május 18. | 0,82 millió |
| 57.  | 2.  | Két tűz között (Between Two Fires)                           | Stephen Woolfenden | Toni Graphia és Luke Schelhaas     | 2020. február 23. 2022. május 19. | 0,79 millió |
| 58.  | 3.  | Szabad akarat (Free Will)                                    | Jamie Payne        | Luke Schelhaas                     | 2020. március 1. 2022. május 20.  | 0,77 millió |
| 59.  | 4.  | Madarat tolláról (The Company We Keep)                       | Jamie Payne        | Barbara Stepansky                  | 2020. március 8. 2022. május 23.  | 0,76 millió |
| 60.  | 5.  | Szüntelen imádság (Perpetual Adoration)                      | Meera Menon        | Alyson Evans és Steve Kornacki     | 2020. március 15. 2022. május 24. | 0,73 millió |
| 61.  | 6.  | Jobb házasságban élni, mint égni (Better to Marry Than Burn) | Meera Menon        | Stephanie Shannon                  | 2020. március 22. 2022. május 25. | 0,82 millió |
| 62.  | 7.  | Roger Mac balladája (The Ballad of Roger Mac)                | Stephen Woolfenden | Toni Graphia                       | 2020. március 29. 2022. május 26. | 0,81 millió |
| 63.  | 8.  | Híres utolsó szavak (Famous Last Words)                      | Stephen Woolfenden | Danielle Berrow                    | 2020. április 12. 2022. május 27. | 0,78 millió |
| 64.  | 9.  | Szörnyetegek és hősök (Monsters and Heroes)                  | Annie Griffin      | Shaina Fewell                      | 2020. április 19. 2022. május 30. | 0,84 millió |
| 65.  | 10. | Kegyelmed követ engem (Mercy Shall Follow Me)                | Annie Griffin      | Megan Ferrell Burke                | 2020. április 26. 2022. május 31. | 0,85 millió |
| 66.  | 11. | Útravaló (Journeycake)                                       | Jamie Payne        | Diana Gabaldon                     | 2020. május 3. 2022. június 1.    | 0,87 millió |
| 67.  | 12. | Soha, szerelmem (Never My Love)                              | Jamie Payne        | Matthew B. Roberts és Toni Graphia | 2020. május 10. 2022. június 2.   | 0,86 millió |

## 6. évad (2022)
| Sor. | Év. | Cím                                                         | Rendező                 | Író                            | Premier           | Nézettség   |
| ---- | --- | ----------------------------------------------------------- | ----------------------- | ------------------------------ | ----------------- | ----------- |
| 68.  | 1.  | Visszhangok (Echoes)                                        | Kate Cheeseman          | Matthew B. Roberts             | 2022. március 6.  | 0,64 millió |
| 69.  | 2.  | Hűség (Allegiance)                                          | Kate Cheeseman          | Steve Kornacki és Alyson Evans | 2022. március 13. | 0,56 millió |
| 70.  | 3.  | Mértéktartás (Temperance)                                   | Justin Molotnikov       | Shaina Fewell                  | 2022. március 20. | 0,58 millió |
| 71.  | 4.  | A farkas órája (Hour of the Wolf)                           | Christiana Ebohon-Green | Luke Schelhaas                 | 2022. március 27. | 0,48 millió |
| 72.  | 5.  | Adj nekem szabadságot! (Give Me Liberty)                    | Christiana Ebohon-Green | Barbara Stepansky              | 2022. április 3.  | 0,49 millió |
| 73.  | 6.  | A feje tetejére állt a világ (The World Turned Upside Down) | Justin Molotnikov       | Toni Graphia                   | 2022. április 10. | 0,53 millió |
| 74.  | 7.  | Botok és kövek (Sticks and Stones)                          | Jamie Payne             | Danielle Berrow                | 2022. április 24. | 0,47 millió |
| 75.  | 8.  | Nem vagyok egyedül (I Am Not Alone)                         | Jamie Payne             | Luke Schelhaas                 | 2022. május 1.    | 0,44 millió |

## 7. évad (2023-2025)
| Sor. | Év. | Cím                                                             | Rendező          | Író                                | Premier             | Nézettség   |
| ---- | --- | --------------------------------------------------------------- | ---------------- | ---------------------------------- | ------------------- | ----------- |
| 76.  | 1.  | Egy elveszett élet (A Life Well Lost)                           | Lisa Clarke      | Danielle Berrow                    | 2023. június 16.    | 0,39 millió |
| 77.  | 2.  | A földkerekség legboldogabb helye (The Happiest Place on Earth) | Lisa Clarke      | Toni Graphia                       | 2023. június 23.    | 0,30 millió |
| 78.  | 3.  | A halál nem büszkeség (Death Be Not Proud)                      | Jacquie Gould    | Tyler English-Beckwith             | 2023. június 30.    | 0,24 millió |
| 79.  | 4.  | A legnyugtalanabb nő (A Most Uncomfortable Woman)               | Jacquie Gould    | Marque Franklin-Williams           | 2023. július 7.     | 0,44 millió |
| 80.  | 5.  | Szingapúr (Singapore)                                           | Tracey Deer      | Taylor Mallory                     | 2023. július 14.    | 0,33 millió |
| 81.  | 6.  | Ahol a vizek találkoznak (Where the Waters Meet)                | Tracey Deer      | Sarah H. Haught                    | 2023. július 21.    | 0,33 millió |
| 82.  | 7.  | Útmutató időutazóknak (A Practical Guide for Time-Travelers)    | Joss Agnew       | Margot Ye                          | 2023. július 28.    | 0,38 millió |
| 83.  | 8.  | Változások (Turning Points)                                     | Joss Agnew       | Luke Schelhaas                     | 2023. augusztus 11. | 0,33 millió |
| 84.  | 9.  | Befejezetlen ügy (Unfinished Business)                          | Stewart Svaasand | Barbara Stepansky                  | 2024. november 22.  | 0,28 millió |
| 85.  | 10. | Testvéri szeretet (Brotherly Love)                              | Stewart Svaasand | Luke Schelhaas                     | 2024. november 29.  | 0,22 millió |
| 86.  | 11. | Egy mázsa kő (A Hundredweight of Stones)                        | Lisa Clarke      | Sarah H. Haught                    | 2024. december 6.   | N/A         |
| 87.  | 12. | Testi viszony (Carnal Knowledge)                                | Lisa Clarke      | Toni Graphia                       | 2024. december 13.  | 0,25 millió |
| 88.  | 13. | Üdv, viszlát (Hello, Goodbye)                                   | Jan Matthys      | Madeline Brestal és Evan McGahey   | 2024. december 20.  | N/A         |
| 89.  | 14. | Ezt nem lehet megszokni (Ye Dinna Get Used to It)               | Jan Matthys      | Diana Gabaldon                     | 2024. december 27.  | N/A         |
| 90.  | 15. | Saját szívem vérével írva (Written in My Own Heart's Blood)     | Joss Agnew       | Danielle Berrow                    | 2025. január 3.     | N/A         |
| 91.  | 16. | Százezer angyal (A Hundred Thousand Angels)                     | Joss Agnew       | Matthew B. Roberts és Toni Graphia | 2025. január 17.    | 0,36 millió |